# 諾斯菲爾德 (康乃狄克州)
諾斯菲爾德（英語：Northfield）是位於美國康乃狄克州利奇菲爾德縣的一個村落。該地的面積和人口皆未知。

## 地理
諾斯菲爾德的座標為41°41′41″N 73°06′38″W / 41.69472°N 73.11056°W，而該地的平均海拔高度為260米（即853英尺）。